# سيماندو

## سلسلة جبال سيماندو
سيماندو هي سلسلة من التلال الجبلية تمتد على طول 110 كيلومترًا وتصل إلى ارتفاع أقصى يبلغ 1,658 مترًا، وتقع بين منطقتي نزيريكوري وكانكان في جنوب شرق غينيا، ضمن الإقليم الجبلي والغابوي المعروف باسم غينيا الغابية.
في الطرف الجنوبي للسلسلة، يوجد أحد أكبر مناجم خام الحديد  غير المستغلة في العالم، وقد كان محورًا لعدة مشاريع تعدين طموحة.

### الجغرافيا

#### الموقع والطبوغرافيا
تمتد سلسلة جبال سيماندو على مسافة 110 كيلومتر من الشمال إلى الجنوب، بينما يتراوح عرضها بين 4 و7 كيلومترات. ويشكّل الخط القممي للسلسلة حافةً صخرية بعرض بضع مئات من الأمتار.
تقع السلسلة جنوب اقليم كانكان وشمال منطقة نزيريكوري، شرق مدينتي بانانكورو وكيرواني. أعلى نقطة فيها هي قمة فون (1,658 م) الواقعة في الجزء الجنوبي من السلسلة، وتليها قمة تيبي (1,504 م) في الوسط، وقمة غويينغ (1,431 م) في الشمال.

### الجيولوجيا
تتكوّن سلسلة سيماندو من تسلسلات جيولوجية تضم الإيتابيريت (الحديد المتحول)، والفيليت، والكوارتزيت، وهي تنتمي إلى القاعدة القارية القديمة المعروفة باسم الكراتون البروتيروزوي. وقد أدّت عمليات الغسل الطبيعية على مر الزمن إلى إزالة جزء من السليكا، مما زاد من تركيز الحديد في الإيتابيريت.
ونظرًا لحجم الاحتياطي الكبير، تُعدّ سلسلة سيماندو من أهم مكامن خام الحديد غير المستغلة في العالم، وقد كانت موضوعًا لعدة خطط ومشاريع استغلال.

### النظم البيئية
تُعد سلسلة جبال سيماندو منطقةً ذات أهمية قصوى في الحفاظ على النظام البيئي الغابي في غرب إفريقيا، حيث تنتمي إلى نطاق غابات أعالي غينيا الممتدة في جنوب غينيا وسيراليون وليبيريا وجنوب ساحل العاج وغانا وغرب توغو.
ويُعتقد أن هذا النظام البيئي الغني كان يغطي في الماضي نحو 420,000 كيلومتر مربع، لكن بفعل النشاط البشري المستمر عبر القرون، فقد نحو 70٪ من غطائه الأصلي، ولم يتبق منه سوى أجزاء متناثرة من أنواع متعددة من الغابات، لا تزال تؤوي تنوعًا بيولوجيًا استثنائيًا وأنواعًا عديدة مهددة بالانقراض.
تشمل البيئات الطبيعية في سيماندو السافانا الرطبة الغينية، والغابات السهلية الغربية، والغابات الجبلية، والغابات النهرية (الغاليري)، بالإضافة إلى مراعي جبلية غرب إفريقية نادرة ومهددة.
تضم غابة قمة فون، الواقعة في أقصى الجنوب، مساحة محفوظة نسبيًا تُقدَّر بحوالي 25,600 هكتار، وتُعد موطنًا للعديد من الأنواع النباتية والحيوانية النموذجية لغابات الجبال الغينية، من بينها:
- التميماء القزمة لاموت (Micropotamogale lamotte[2])،
- الشمبانزي غرب الإفريقي (Pan troglodytes verus[3])،
- قرد ديانا (Cercopithecus diana diana[4])،
- الطيور النادرة Schistolais leontica[5]،
- ضفدع فون (Amnirana fonensis[6])، وهو نوع متوطن لا يوجد إلا في هذه السلسلة الجبلية.

### التهديدات البيئية
ظلت المنطقة محمية نسبيًا بفضل عزلتها الجغرافية، إلا أن تنوعها البيولوجي يواجه تهديدات متزايدة، منها:
- الزحف الزراعي غير المنظم[7]،
- صيد الحيوانات البرية لأغراض التجارة الغذائية،
- قطع الأشجار،
- حرائق الأدغال التقليدية المرتبطة بالزراعة والرعي،
- شق الطرق،
- الأنشطة التعدينية المدمّرة المحتملة،
- نمو السكان المحليين،
- ضعف تطبيق التشريعات البيئية بسبب قصور الجهات الرسمية.

كما تؤدي النزاعات حول الأراضي، والممارسات الزراعية غير المستدامة مثل الزراعة بالحرق (الزراعة على القطع والحرق)، التي تُفاقمها معدلات الفقر العالية، إلى زيادة الضغوط البيئية على هذه المنطقة الحساسة.

### المحمياتالمصنفة
تضم سلسلة جبال سيماندو منطقتين مصنفتين كمحميات غابية:
- قمة فون (تم تصنيفها سنة 1953)، وتبلغ مساحتها 256 كم²،
- قمة تيبي (تم تصنيفها سنة 1945)، وتبلغ مساحتها 60.75 كم².

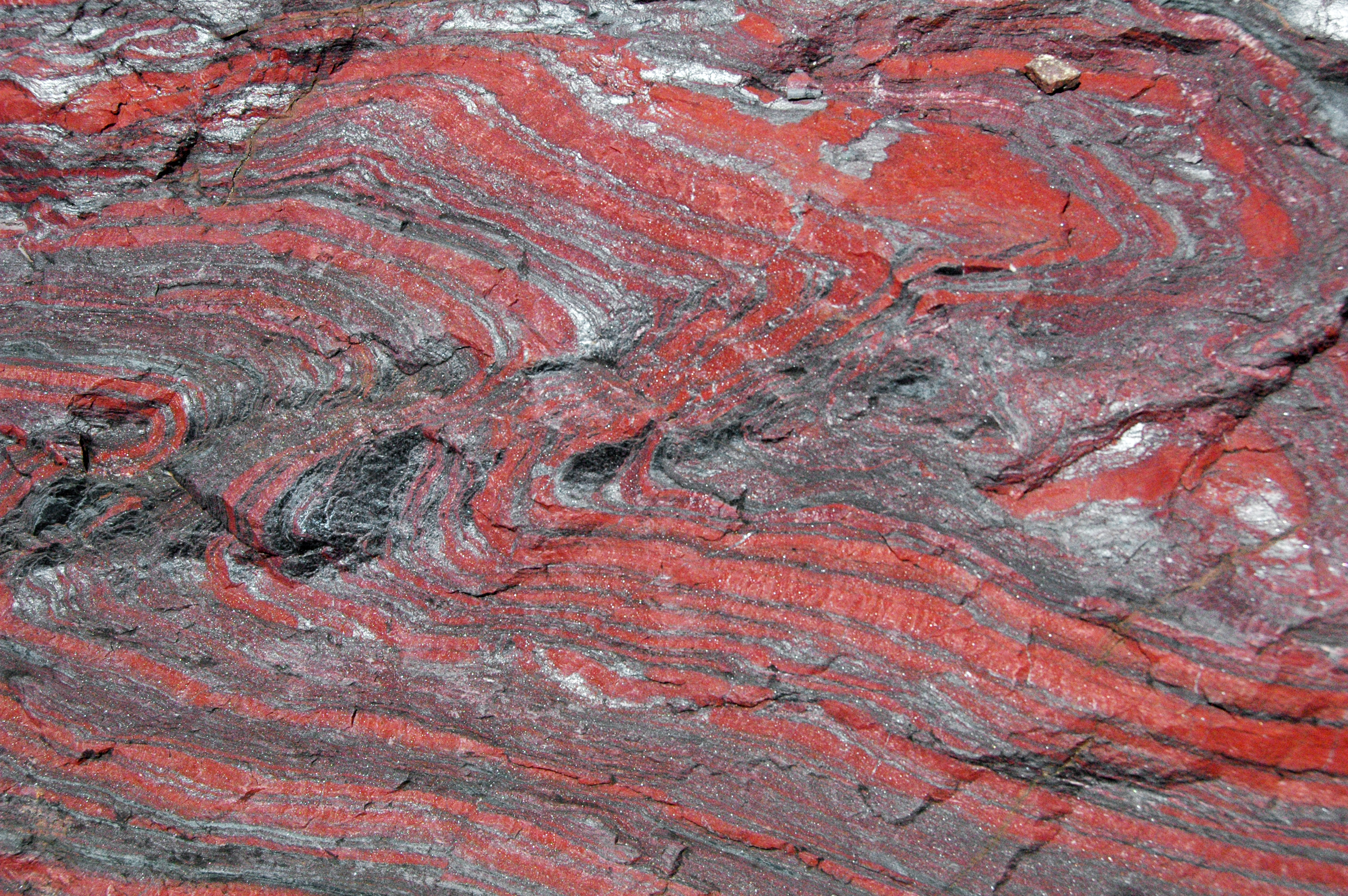
مثال على تكوين الحديد المخطط (في هذا المثال حقبة الطلائع القديمة).

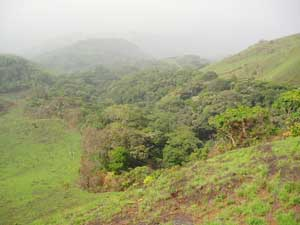
غابة الغاليري في سلسلة جبال سيماندو.

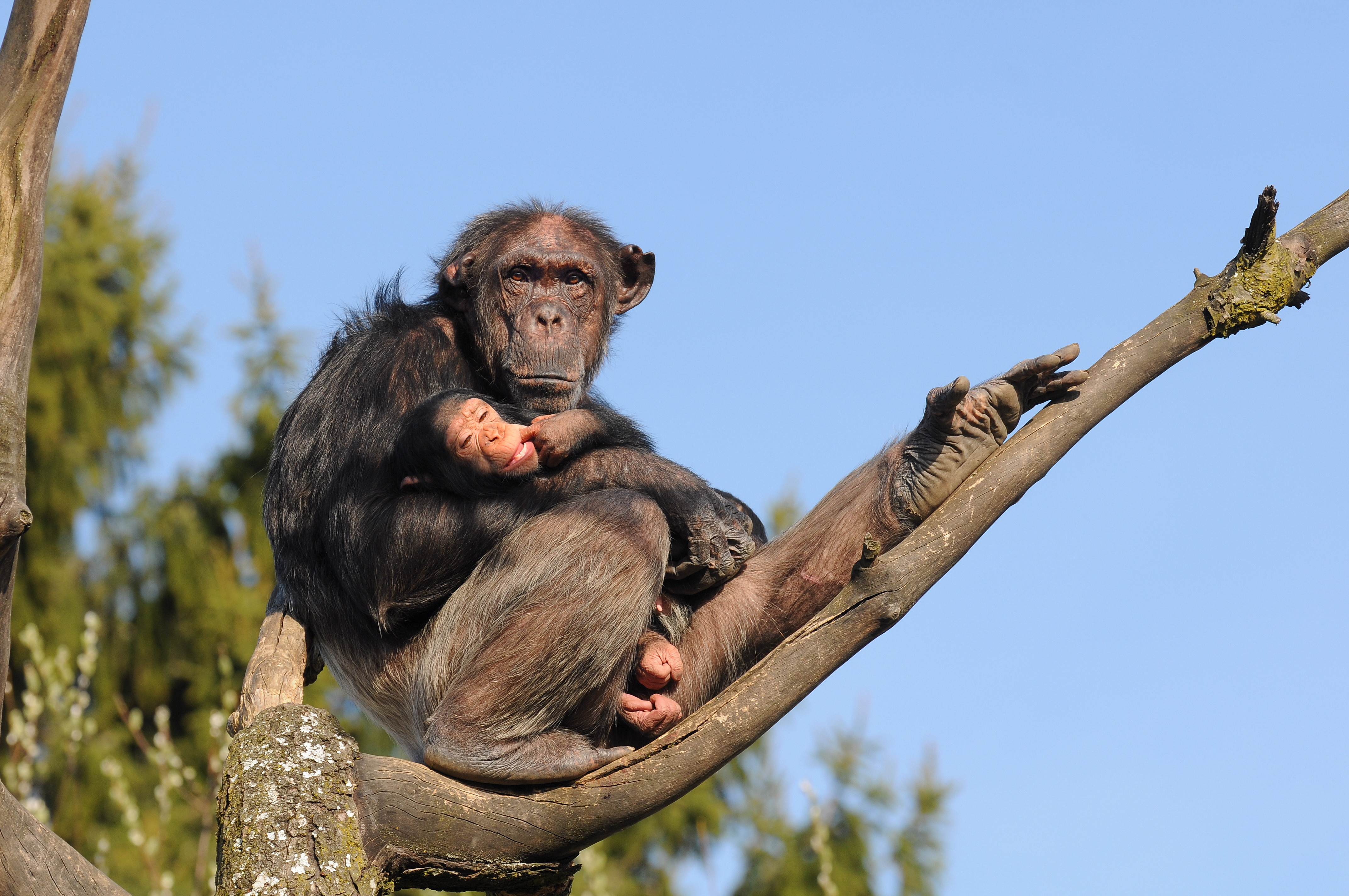
الشمبانزي (Pan troglodytes).

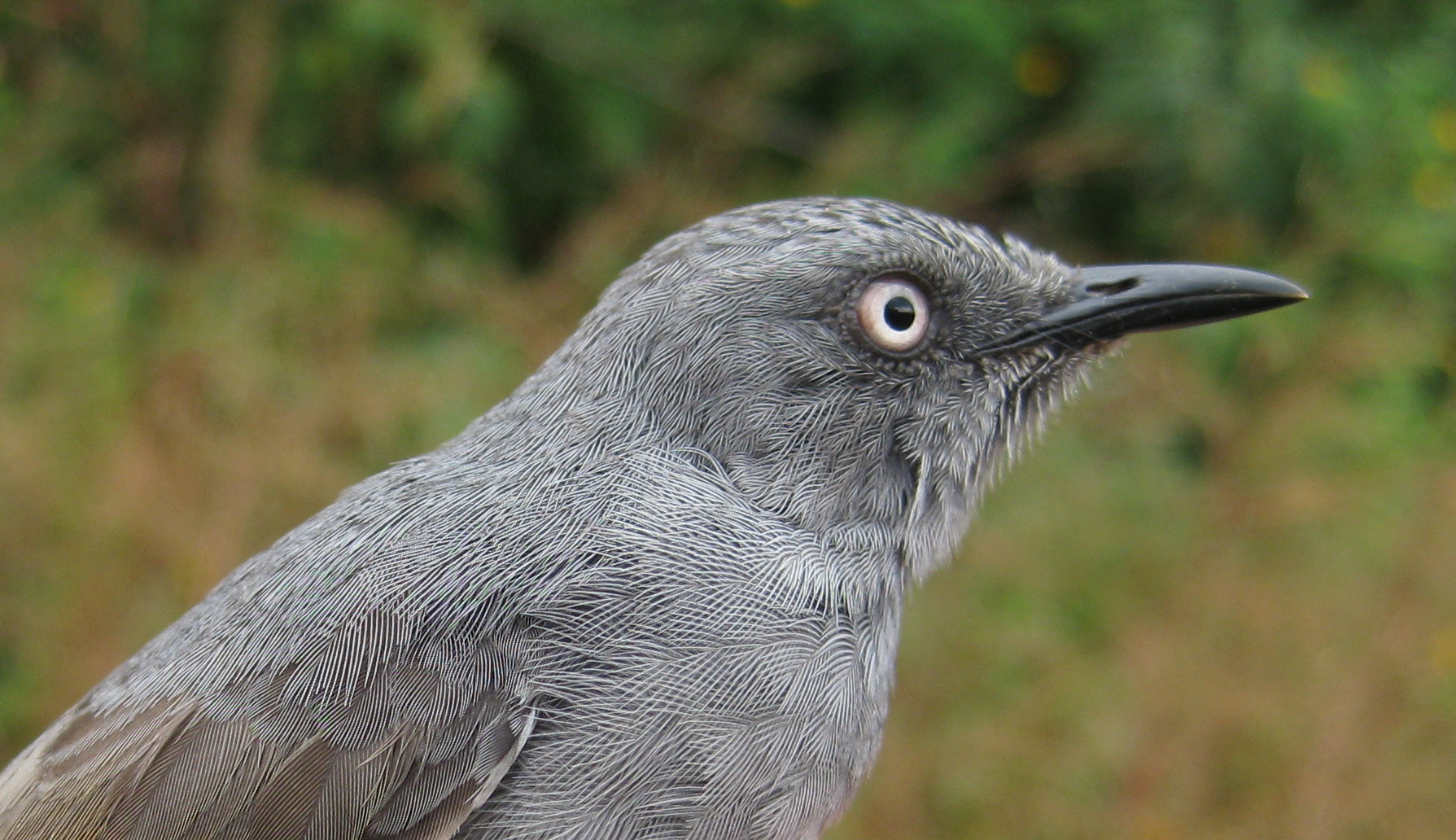
Schistolais leontica ، هنا بالقرب من جبل نيمبا.

- رواسب خام الحديد في سيماندو
- جيولوجيا غينيا
- غابات غينيا العليا